# Kis-Magyarország Botanikus Kert
A Kis-Magyarország Botanikus Kert vagy Magyarkert egy botanikus kert Jakabszálláson, amely Magyarország méretarányos domborzati és vízrajzi makettje. Méretaránya 1:1000, területe 93 000 négyzetméter. Az alapkőletétel 2010 áprilisában volt, 2011. május 10-én nyílt meg.
A kertben Magyarország 3200 települését egy-egy növény jelöli, ezzel a legváltozatosabb gyűjteményes növénykert az országban. A beruházás 444 millió forintból valósult meg, amely 50 000 köbméter földmunkát igényelt. Kialakításához 1200 köbméter követ és kavicsot, 22 000 négyzetméter geotextíliát, 8000 négyzetméter tófóliát, több tonna fűmagot, 140 ezer magonc facsemetét használtak fel, egyúttal 12 kilométernyi új turistautat, 35 km-es öntözőrendszert, 79 000 négyzetméter fűfelületet és nyolc kutat hoztak létre, valamint 10 000 vízinövény is helyet kapott a botanikus kertben.
A közelében épült fel egy szintén 1:1000 méretarányú, 125 méter hosszú, 17 méter széles és 8,8 méter magas szánkódomb, amely a Himaláját mintázza, ezt 2012. december 21-én adták át. A hozzá felhasznált földet a park területén található kempingből szállította át hat munkagép. A domb belsejében egy melegedő található, amely 70 ember befogadására képes.

## Megközelítése
A kert a Kiskunsági Nemzeti Park Bugac, Orgoványi rétek és Bogárzó nevű részterületei között, azok háromszögében terül el, Jakabszállás külterületén; az 54-es főút 20-as kilométere után délkelet felé letérve érhető el.

## Külső hivatkozások
- A Magyarkert honlapja